# Experimento Mago de Oz
El experimento Mago de Oz es una técnica usada en el campo de la interacción persona-computador en la que los sujetos interactúan con un sistema computarizado que creen independiente, pero que es realmente en su totalidad o en parte controlado por un ser humano. El nombre proviene del relato de El maravilloso Mago de Oz, en el que un hombre común detrás de una cortina pretende ser un mago poderoso.
En ergonomía, el experimento Mago de Oz se usa en el contexto de las pruebas de usuario. Por ejemplo, un sujeto de la prueba cree que interactúa con la interfaz de voz de una computadora, mientras que la "voz" es creada por una persona oculta en otro cuarto (el "mago").
La funcionalidad proporcionada por el "mago" se puede implementar en futuras versiones del sistema, pero los detalles de implementación son irrelevantes en el estudio. En general, el propósito de estas pruebas es el estudio de la usabilidad (eficacia, eficiencia, satisfacción) de una interfaz de usuario mediante la observación y la medición de su utilización por los usuarios.
El experimento (o técnica) Mago de Oz es poco utilizado hoy en día por el advenimiento de nuevas técnicas de creación de prototipos de papel y sobre todo por el software prototipo de interfaz para simular las interacciones entre el usuario y el sistema. 